# Orthotrichum bicolor
Orthotrichum bicolor är en bladmossart som beskrevs av Thériot 1921. Orthotrichum bicolor ingår i släktet hättemossor, och familjen Orthotrichaceae. Inga underarter finns listade i Catalogue of Life.